# Tvärstreckat mottfly
Tvärstreckat mottfly (Schrankia taenialis) är en fjärilsart som beskrevs av Jacob Hübner 1800/11. Tvärstreckat mottfly ingår i släktet Schrankia och familjen nattflyn. Enligt den svenska rödlistan är arten nära hotad i Sverige. Arten förekommer i Götaland och Öland. Artens livsmiljö är skogslandskap, stadsmiljö. Inga underarter finns listade i Catalogue of Life.

## Bildgalleri

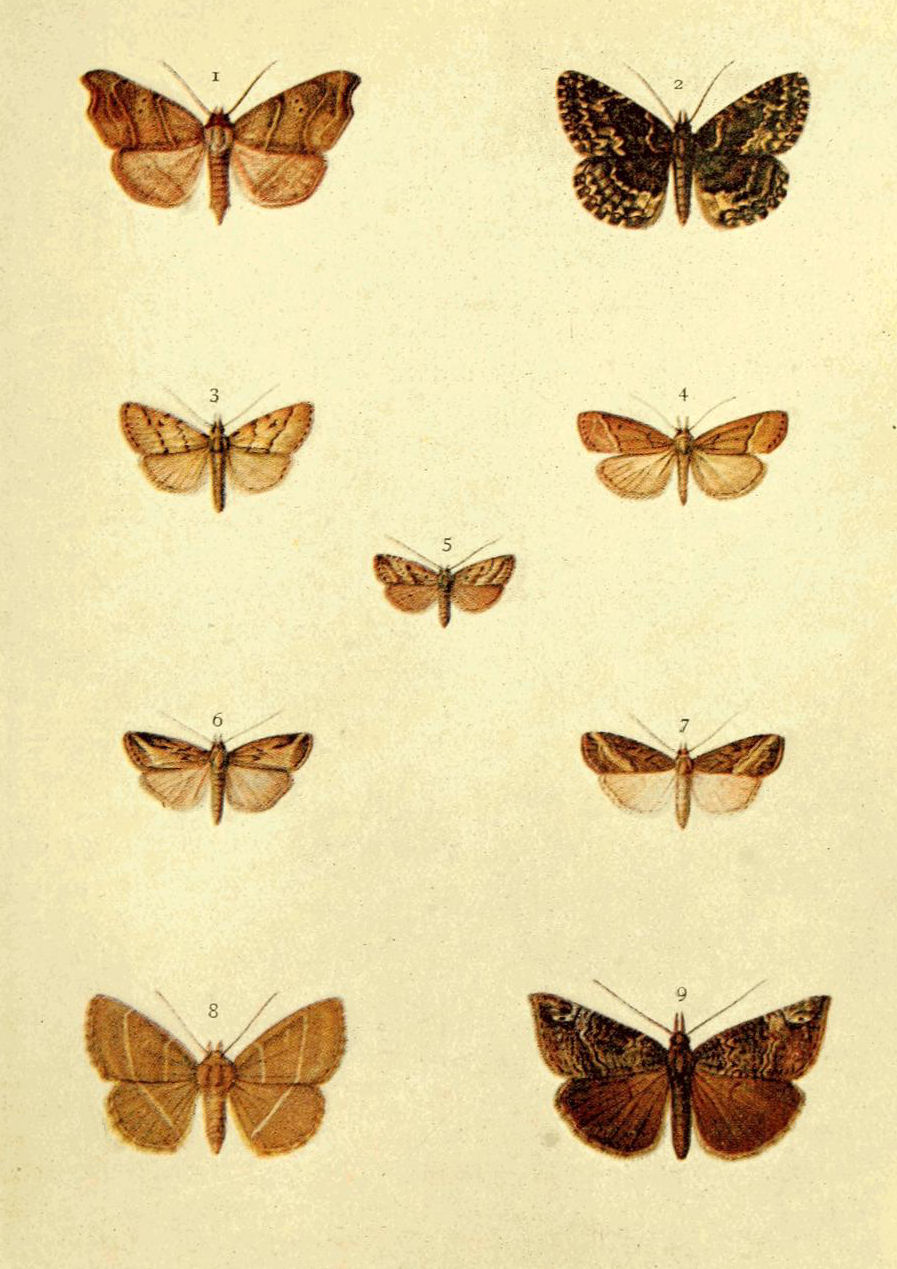